# کازو کاوامورا
کازو کاوامورا (انگلیسی: Kazuo Kawamura؛ زادهٔ ۱۹ ژانویهٔ ۱۹۴۷) بازیکن هاکی روی چمن اهل ژاپن بود.
وی در مسابقات کشوری و بین‌المللی در مجموع برندهٔ ۱ مدال برنز شده‌است.